# Jacques-Edme Cottin
Pour les articles homonymes, voir Cottin.
Ne doit pas être confondu avec Jacques Cottin.
Jacques-Edme-Léger Cottin, dit l'Américain, seigneur de Saffré, né le 13 décembre 1754 à Léogâne (Saint-Domingue) et mort le 22 novembre 1823 en son château de Saffré, est un planteur esclavagiste et homme politique français.

## Biographie
Colon Créole de Saint-Domingue, Jacques-Edme-Léger Cottin est le fils de Pierre Cottin, écuyer, capitaine commandant des milices au quartier de Léogâne, et secrétaire de la chancellerie près le parlement de Bretagne, et de Marie Poy. Son père était d'une famille originaire d'Irancy et établie à Nantes. 
Jacques-Edme Cottin succède à son père dans sa charge de conseiller secrétaire du roi en la chancellerie près le parlement de Bretagne. Propriétaire de riches plantations à Saint-Domingue, il est surnommé l'Américain.
De son mariage, en 1783, avec Elisabeth Henriette O'Riordan, dame de Saffré, fille d'Etienne O'Riordan, seigneur de Saffré, négociant et négrier, conseiller-secrétaire du roi, et d'Elisabeth Nagle, naissent :
- Elisabeth Henriette, épouse d' Henri Auguste Benjamin Jary (fils de François-Joseph Jary)
- Alphonse Henri, capitaine de la Légion de la Loire-Inférieure, officier de la Légion d'honneur
- Anacharsis, employé de l'administration des Postes, propriétaire de la manoir de Besson (Saint-Colomban), époux de Cécile Louise Mercier[1]
- Charles, percepteur des contributions directes
- Marie Eliza, épouse de Jules Cottin de Melville (1786-1854), inspecteur général des ponts et chaussées, ingénieur en chef du canal de Nantes à Brest

Dès la fin de l'année 1788, Cottin aspira à jouer un rôle politique ; il se rendit populaire en prenant l'initiative d'une requête des notables bourgeois et négociants de Nantes « aux officiers municipaux de leur ville », pour les supplier de peser de tout leur pouvoir près du ministère afin d'obtenir les réformes constitutionnelles urgentes. Cette requête fut remise aux officiers municipaux par Cottin lui-même, qui fut ensuite désigné avec onze autres délégués, pour la porter au roi. 

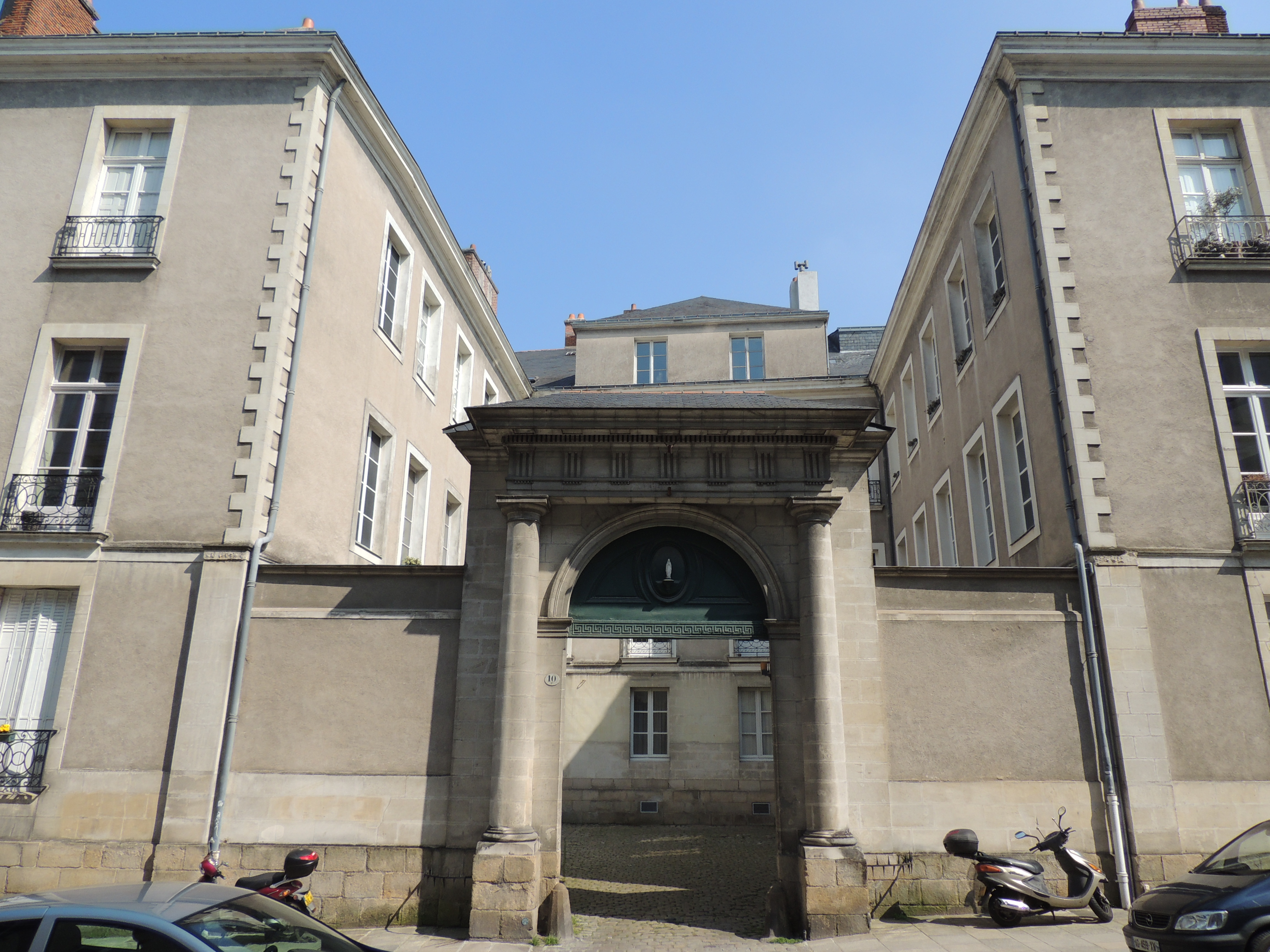
L'hôtel de Commequiers à Nantes.

Tout dévoué dès lors au parti populaire, Cottin fut, le 18 avril 1789, élu par la sénéchaussée de Nantes député du tiers aux États généraux. Il fut de la majorité de l'Assemblée et demanda, dans la fameuse nuit du 4 août, l'abolition des justices seigneuriales « écrasantes pour le peuple. » En janvier 1790, il fit partie du comité des pensions; en juillet, il déclara que le décret approbatif des mesures prises par Bouillé contre la garnison de Nancy était la proclamation de la guerre civile. Un peu plus tard, il opposa les services de d'Aiguillon fils aux reproches que Cazalès adressait à la mémoire de d'Aiguillon père. En 1791, il demanda l'extradition du prince de Lambesc à l'Autriche, à l'occasion de l'extradition des contrefacteurs de billets de banque demandée par cette cour. 

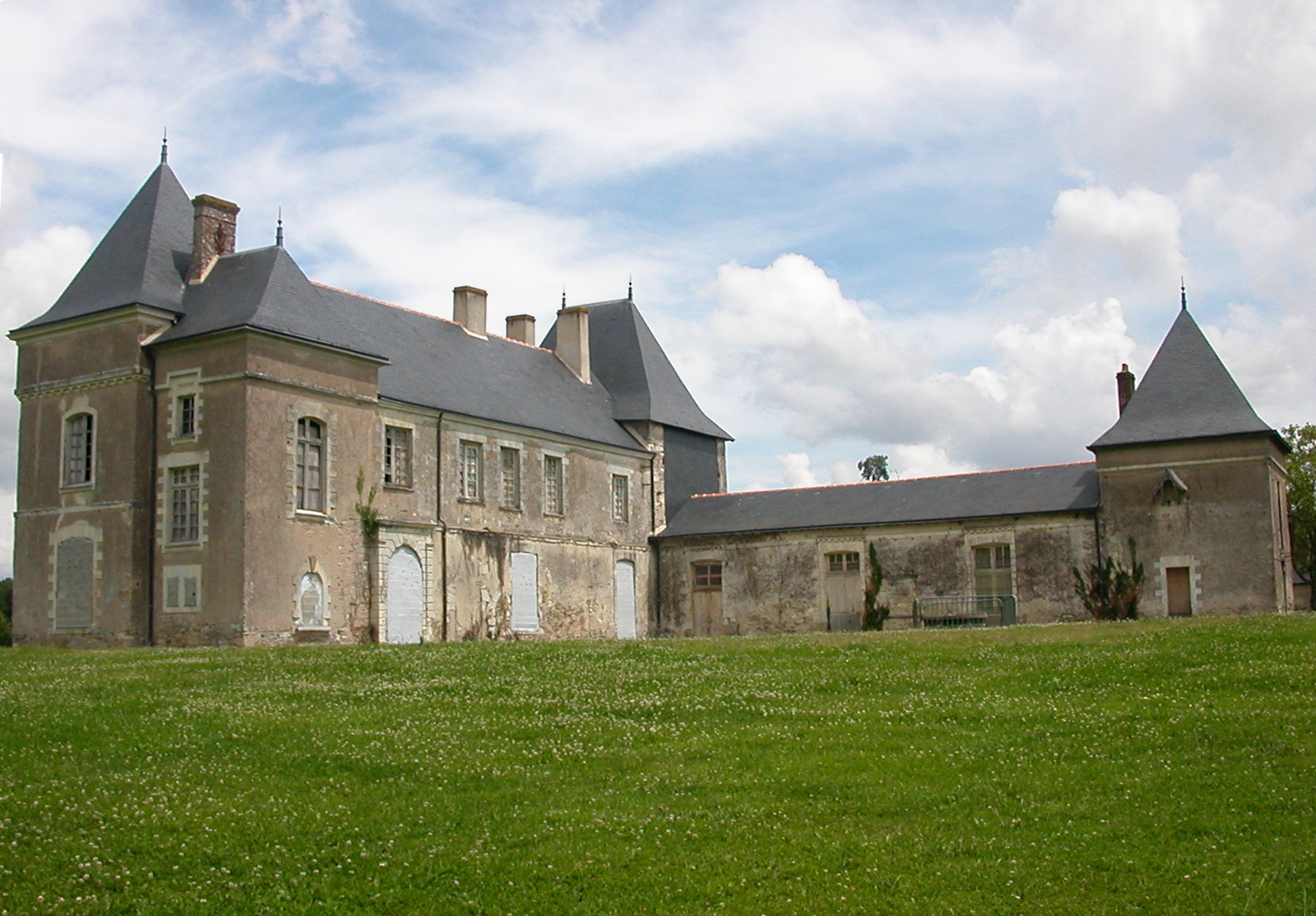
Le château de Saffré.

De retour à Nantes à la fin de la législature, Cottin ne reparut plus sur la scène politique. Il figura seulement, plusieurs fois, lors des élections pour la mairie de Nantes, avec un nombre de voix respectable. Cottin vendit, en 1799, l'hôtel de Commequiers qu'il s'était fait construire à Nantes (à l'actuelle rue du Roi-Albert), et se retira au château de Saffré, qu'il avait eu par héritage de son épouse (née O'Riordan) et qu'il ne quitta plus. Sous l'Empire, il devint maire de Saffré et borna son ambition à l'exercice de cette modeste fonction.

## Sources
- René Kerviler, A Apuril, Louis Marie Chauffier, Ch Berger, A du Bois de la Villerabel, Répertoire général de bio-bibliographie bretonne, Volume 10, 1808
- « Jacques-Edme Cottin », dans Adolphe Robert et Gaston Cougny, Dictionnaire des parlementaires français, Edgar Bourloton, 1889-1891 [détail de l’édition]